# منتخب بنما لاتحاد الرغبي
منتخب بنما الوطني لاتحاد الرغبي (بالإسبانية: Selección de rugby de Panamá)‏ هو ممثل بنما الرسمي في المنافسات الدولية في اتحاد الرغبي.